# Martin Weiss
Martin Gottfried Weiss, även Martin Weiß, född 3 juni 1905 i Weiden in der Oberpfalz, död 29 maj 1946 i Landsberg am Lech, var en tysk Obersturmbannführer och kommendant i flera koncentrationsläger.

## Biografi
Efter Adolf Hitlers maktövertagande i januari 1933 blev Weiss hjälppolis (Hilfspolizist) i sin hemstad Weiden. I mars samma år inrättades koncentrationslägret Dachau och Weiss kommenderades då dit. Initialt tjänstgjorde han som vakt, men efter några månader överflyttades han till lägrets administrativa stab, då han hade utbildning i elektroteknik. Weiss fick ansvar för lägrets värmeförsörjning och avloppssystem.
År 1936 befordrades Weiss till den lägsta officersgraden, Untersturmführer. Två år senare utsågs han till adjutant åt lägerkommendanten Hans Loritz och åt dennes efterträdare, Alexander Piorkowski. I april 1940 erhöll Weiss sin första befälsbefattning, då han av Richard Glücks, chef för IKL, utnämndes till kommendant i Neuengamme. Weiss införde där "förintelse genom arbete", vilket innebar att internerna tvingades arbeta under svåra förhållanden tills de avled av utmattning. Många dukade under, då de förvägrades läkarvård. Weiss var år 1942 under en kort period kommendant i koncentrationslägret Arbeitsdorf i närheten av Wolfsburg, innan han den 1 september samma år övertog kommendantskapet för Dachau. Under Weiss tid som kommendant förövades i lägret medicinska experiment av läkarna Sigmund Rascher och Claus Schilling.
I början av november 1943 tog Weiss över kommendantskapet för lägret Majdanek i distriktet Lublin i Generalguvernementet. Han innehade denna post fram till maj 1944 och under denna tid dödades bland annat sjuka och invalider från Generalguvernementet och från andra läger i Tredje riket. Weiss efterträddes av Arthur Liebehenschel och förflyttades till Reichssicherheitshauptamt (RSHA), Nazitysklands säkerhetsministerium. Han insattes ånyo som kommendant i Dachau i slutet av april 1945. Kort därefter greps han och ställdes inför rätta vid Dachaurättegången, som ägde rum mellan den 15 november och 13 december 1945. Han dömdes till döden och avrättades genom hängning i maj året därpå.